# Jüdische Gemeinde Vaucouleurs
Eine Jüdische Gemeinde in Vaucouleurs, einer französischen Stadt im Département Meuse in Lothringen, bestand seit Anfang des 19. Jahrhunderts.

## Geschichte
Wie in anderen Orten der Vogesen erreichte die Zahl der Mitglieder der jüdischen Gemeinde in der Mitte des 19. Jahrhunderts ihren Höhepunkt. Deshalb konnte die jüdische Gemeinde von Vaucouleurs 1860 eine eigene Synagoge bauen.
Die jüdischen Familien hatten bei der wirtschaftlichen Entwicklung des Ortes einen wesentlichen Anteil, so z. B. die Hemdenfabrik Seligmann.

## Nationalsozialistische Verfolgung
Der Teil der jüdischen Gemeinde, der nicht rechtzeitig fliehen bzw. untertauchen konnte, wurde 1942 bis 1944 deportiert und ermordet. Die Verhafteten kamen zunächst in das Lager von Ecrouves (in der Nähe von Toul) und wurden über das Sammellager Drancy nach Auschwitz gebracht und dort getötet.

## Friedhof
Der kleine jüdische Friedhof in Vaucouleurs ist die einzige Erinnerung an die einst blühende jüdische Gemeinde.

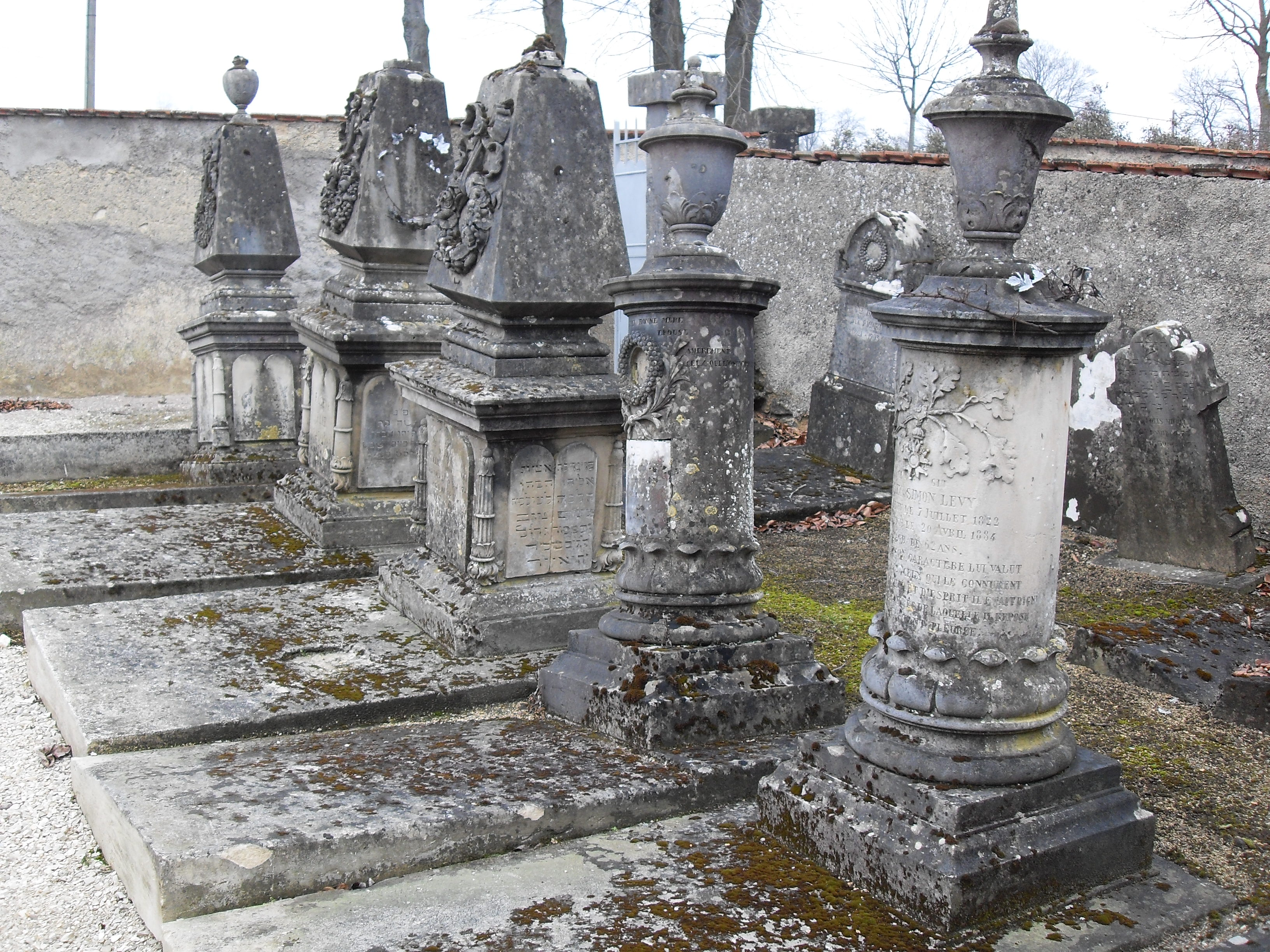
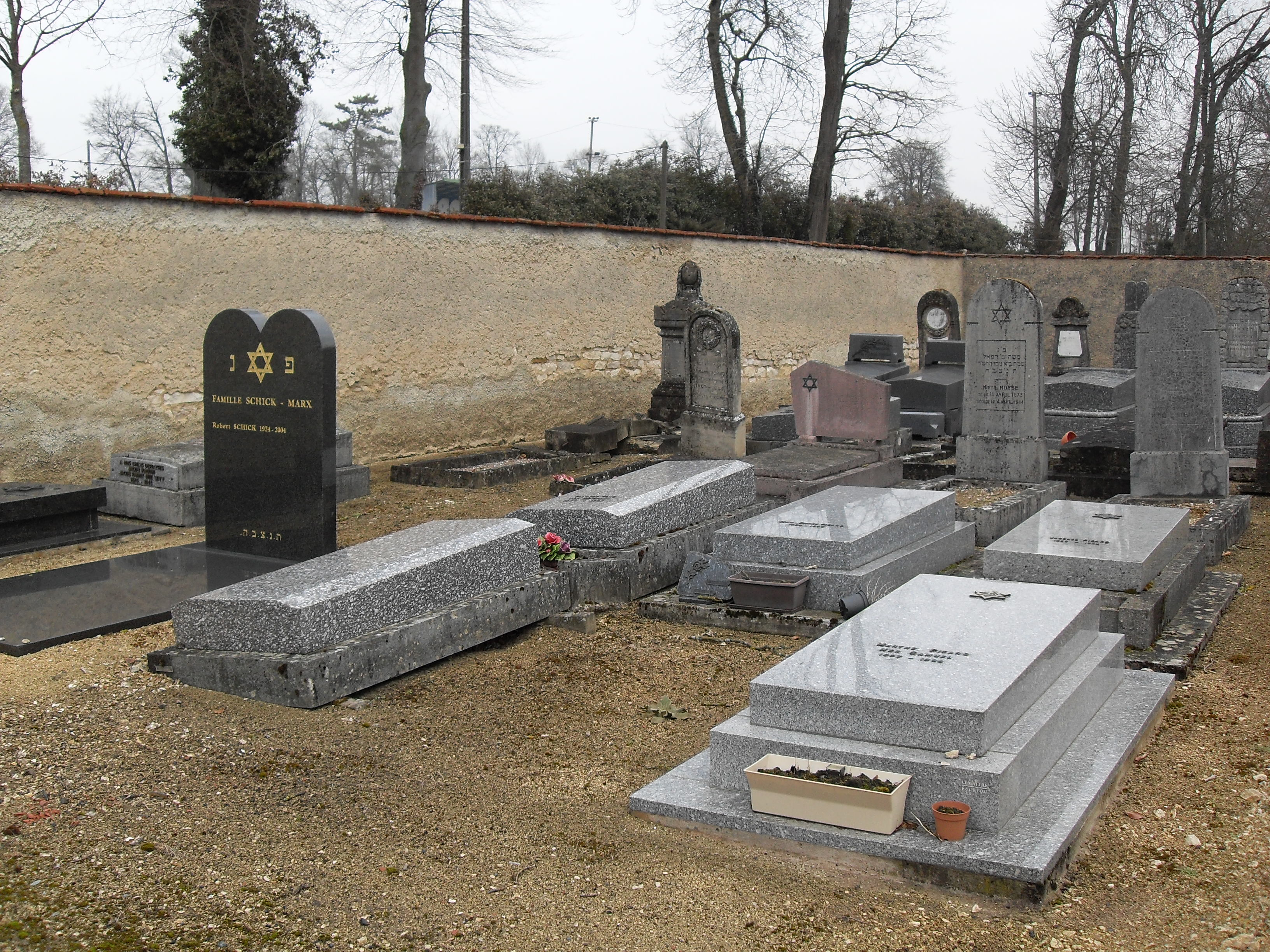
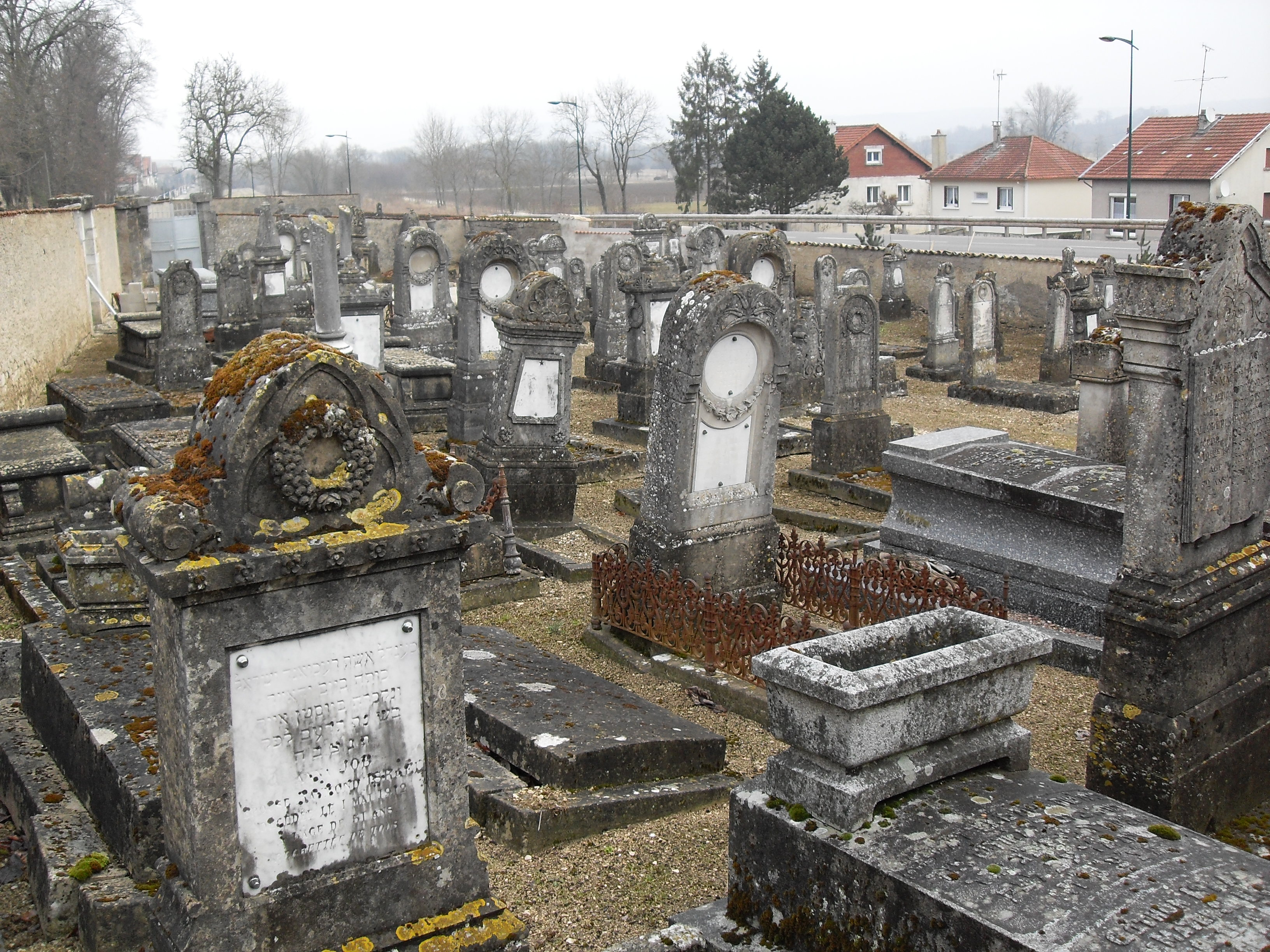